# Phantyna estebanensis
Phantyna estebanensis är en spindelart som först beskrevs av Simon 1906.  Phantyna estebanensis ingår i släktet Phantyna och familjen kardarspindlar.
Artens utbredningsområde är Venezuela. Inga underarter finns listade i Catalogue of Life.